# غيلبرت شيلدون
غيلبرت شيلدون (بالإنجليزية: Gilbert Sheldon)‏ هو كاهن كاثوليكي أمريكي، ولد في 20 سبتمبر 1926 في كليفلاند في الولايات المتحدة.